# Capilla real (España)
La capilla real fue una institución encargada de los aspectos religiosos de la casa del Rey de España.

## Historia
La capilla real tiene su origen en el periodo bajo medieval, cuando tanto los reyes de Castilla, como los reyes de Aragón, disponían de un capellán mayor y un colegio de capellanes para asegurar su atención espiritual, la de su familia y su corte.
Con la llegada al trono de Carlos I, a la capilla real de Castilla , se sumó la capilla de la casa de Borgoña, esta última procedente de la herencia borgoñón que el monarca de su ascendencia paterna. Durante unos años, convivieron las dos capillas, la de Castilla y la de Borgoña, hasta que en 1546 fueron unidas. De esta forma se irían produciendo paulatinamente la unión de ambas instituciones. Por ejemplo, el capellán mayor de la capilla real de Castilla convirtió en capellán mayor y limosnero mayor, nombramiento este último que correspondía a la casa de Borgoña.
Posteriormente, la capilla sería reformada en distintas ocasiones, siendo especialmente relevante la reformas realizadas por Felipe IV a lo largo de su reinado.
Desde la segunda mitad del siglo XVI se nombró a uno de los miembros de la capilla real, como patriarca de las Indias, con el objeto de que este sustituyera en la cabeza de la institución al arzobispo de Santiago, quien era de forma natural mayor de esta.

## Descripción
Durante el final del reinado de Felipe IV, la capilla real presentó aproximadamente la siguiente composición:.
- Capellán mayor.
- Sumilleres de cortina y oratorio.
- Capellanes de honor.
- Predicadores del rey.

Además, dentro de la capilla solía incluirse al confesor del rey, el de la reina y el de otras personas reales. En el siglo XIX contaba con cargos distintos como por ejemplo, el receptor, encargado del cuidado del relicario.
En su parte musical, la capilla contó con los siguientes componentes:
- Cantores.
- Cantorcicos.
- Violas.

Además la capilla real gozaba de una canonjía en la catedral de Santiago de Compostela, cuyo arzobispo era capellán mayor del rey de España.

### Individuales
1. ↑  Nogales Rincón, David (2009). La representación religiosa de la monarquía castellano-leonesa. La Capilla Real (1252-1504) (Tesis de doctor). Universidad Complutense de Madrid.
2. ↑  Pizarro Llorente, Henar; Martínez Millán, José (2005). «La capilla real: integración social y definición de la ortodoxia religiosa». La monarquía de Felipe II : la Casa del Rey,  Vol. 1, 2005 (Estudios / coord. por José Martínez Millán, Carlos Javier de Carlos Morales), ISBN 84-8479-057-6, págs. 517-540 (Fundación MAPFRE Tavera): 517-540. ISBN 978-84-8479-059-4. Consultado el 28 de diciembre de 2023.
3. ↑  Pérez Sánchez, Manuel (1 de enero de 2023). «Estragos en el patrimonio suntuario religioso español durante el reinado de Isabel II: el robo del relicario del Palacio Real y la labor de reposición del platero diamantista Carlos Pizzala». Estudios de Platería. Consultado el 18 de abril de 2024.
4. ↑  «Guia del estado eclesiastico seglar y regular, de España en particular, y de toda la Iglesia Católica en general, para el año de 1828». Guía del Estado Eclesiástico Seglar y Regular de España é Indias (Imprenta de Sancha): 165. 1828.